# Kibara (växter)
Kibara är ett släkte av tvåhjärtbladiga växter. Kibara ingår i familjen Monimiaceae.

## Dottertaxa tillKibara, i alfabetisk ordning[1]
- Kibara archboldiana
- Kibara aruensis
- Kibara buergersiana
- Kibara bullata
- Kibara carrii
- Kibara chimbuensis
- Kibara coriacea
- Kibara elmeri
- Kibara elongata
- Kibara ferox
- Kibara flagelliformis
- Kibara formicarum
- Kibara fragrans
- Kibara fugax
- Kibara hartleyi
- Kibara karengana
- Kibara katikii
- Kibara kostermansii
- Kibara latifolia
- Kibara laurifolia
- Kibara leachii
- Kibara macrantha
- Kibara microphylla
- Kibara moluccana
- Kibara monticola
- Kibara myrtoides
- Kibara neriifolia
- Kibara nitens
- Kibara novobritanica
- Kibara oblongata
- Kibara obtusa
- Kibara oligocarpella
- Kibara olivaeformis
- Kibara papuana
- Kibara perkinsiae
- Kibara polyantha
- Kibara rennerae
- Kibara roemeri
- Kibara rosselensis
- Kibara royenii
- Kibara shungolensis
- Kibara sleumeri
- Kibara streimannii
- Kibara sudestensis
- Kibara symplocoides
- Kibara warenensis
- Kibara versteeghii